# 宥義
宥義（ゆうぎ、天文15年（1546年） - 元和4年7月17日（1618年9月5日））は、真言宗豊山派の第3世能化である。

## 生涯
宥義は、天文15年（1546年）に常陸国水戸（現・茨城県水戸市）に生まれ、15歳で得度した。佐竹義篤の次男。
水戸六地蔵寺の第8世貫主を務め、29歳の春に根来寺に登り、智積院日秀·小池坊頼玄らにつき勉学に励んだ。慶長15年（1610年）、徳川家康の命により宥義が長谷寺喜多坊住持となり、元和2年（1616年）の春、長谷寺月輪院に隠棲した。元和4年（1618年）7月17日に他界した。